# Evald Malmström
Evald Nikolaus Malmström, född 29 oktober 1879 i Norrköping, död 26 januari 1943 i Stockholm, var en svensk frälsningsofficer.
Evald Malmström var son till snickaren Fredrik Malmström. Efter genomgången folkskola blev han rekryt vid Frälsningsarmén i Norrköping och genomgick dess krigsskola i Stockholm 1898–1899. Han tjänstgjorde som löjtnant och kapten på chefssekretariatets expedition 1900–1903 och förestod 1903–1907 kårer i Ljungby, Göteborg, Motala och Oskarshamn. 1907–1911 var han ungdomssekreterare i Stockholms division och 1911–1920 biträdande redaktör samt därefter till 1926 chefredaktör för Stridsropet. Han var divisionschef i Örebro 1926–1929, i Stockholm 1929–1931 och chef för Frälsningsarméns krigsskola 1934–1940. Under sin tid som litteratursekreterare 1931–1932 utarbetade han historiken Femtio års fälttåg. Frälsningsarmén i Sverige 1882–1932 (1932), kompletterad med Frälsningsarmén - särskilt dess verksamhet i Sverige 1932–1942 (1942), båda samlade i Sextio års fälttåg (1942). Malmström utgav även sin svärfar prästen Wilhelm Mårdbergs levnadsminnen under titeln Kolportör, präst, frälsningsofficer (1929). Han var bland annat även ledamot av styrelsen för Stockholms kristliga nykterhets- och sedlighetsförbund och Frikyrkliga pressmannaföreningen. Malmström är begravd på Norra begravningsplatsen utanför Stockholm.